# Job 24
Job 24 es el vigesimocuarto capítulo del Libro de Job en la Biblia hebrea o el Antiguo Testamento del Cristianismo . El libro es anónimo; la mayoría de los estudiosos creen que fue escrito alrededor del siglo VI a. C. Este capítulo recoge el discurso de Job, que pertenece a la sección Diálogo del libro, y comprende Job 3:1–Job 31:40.

## Texto
El texto original está escrito en lengua hebrea. Este capítulo se divide en 25 versículos.

### Testimonios textuales
Algunos manuscritos antiguos que contienen el texto de este capítulo en hebreo pertenecen al Texto masorético, que incluye el Códice de Alepo (siglo X) y el Codex Leningradensis (1008). Se encontraron fragmentos que contienen partes de este capítulo en hebreo entre los Rollos del Mar Muerto, incluyendo 4Q100 (4QJobb; 50–1 a. C.) con los versículos 15–17 conservados.

## Análisis
La estructura del libro es la siguiente:
- El prólogo (capítulos 1-2)
- El diálogo (capítulos 3-31)
- Los veredictos (32:1-42:6)
- El epílogo (42:7–17)

Dentro de la estructura, el capítulo 24 se agrupa en la sección Diálogo con el siguiente esquema:
- La maldición y el lamento de Job (3:1–26)
- Primera ronda (4:1-14:22)
- Segunda ronda (15:1-21:34)
- Tercera ronda (22:1-27:23)
  - Elifaz (22:1-30)
  - Job (23:1–24:25)
    - Reflexión sobre el litigio contra Dios (23:1–7)
    - Búsqueda de un Dios aterrador (23:8–17)
    - Reflexión sobre la opresión (24:1–12)
    - Graves transgresiones (24:13-17)
    - El destino de los malvados (24:18-20)
    - La prosperidad de los malvados (24:21-24)
    - Un último desafío a los amigos (24:25)

  - Bildad (25:1-6)
  - Job (26:1–27:23)
- Interludio: poema sobre la sabiduría (28:1–28)
- Resumen de Job (29:1–31:40)

La sección del diálogo está compuesta en formato poético, con una sintaxis y una gramática distintivas. Comparando los tres ciclos de debate, el tercero (y último) puede considerarse «incompleto», ya que no hay ningún discurso de Zofar y el de Bildad es muy breve (solo seis versículos), lo que puede indicar un síntoma de la desintegración de los argumentos de los amigos. En respuesta a Elifaz, Job comienza hablando a Dios de forma indirecta (en tercera persona), aunque se dirige a sus amigos (capítulo 23). A continuación (en el capítulo 24), Job aborda la cuestión de la opresión de los pobres que había planteado Elifaz (Job 22:6-20). Job está de acuerdo en que existe la opresión, pero se pregunta por qué Dios no actúa para juzgar a los opresores, al tiempo que enumera el tipo de acciones y actitudes que Job considera moralmente reprensibles (que se amplían en capítulo 31.

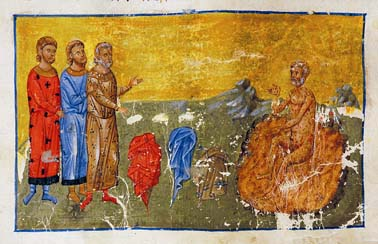
«Job y sus amigos». Libro de Job en manuscritos bizantinos iluminados con ilustraciones cíclicas (1300 d. C.). Biblioteca Patriarcal Griega, Jerusalén

## Job reflexiona sobre la opresión (24:1–17)
En esta sección, Job pregunta por los «tiempos» y los «días» de Dios en los que se permite a los malvados oprimir y prosperar sin castigo, y a continuación ofrece numerosas pruebas:
- Los ricos y malvados manipulan libremente los medios de riqueza, por ejemplo, moviendo los límites de las propiedades para reclamar la posesión de las tierras ajenas (Proverbios 23:10), privando así a los oprimidos de su capacidad de ganarse la vida (versículo 2) y discriminando a los marginados: los huérfanos, las viudas y los pobres (versículos 3-4a).[19]
- Los pobres y oprimidos sufren aflicciones existenciales y personales (versículos 4b-12), como verse obligados a esconderse, solo poder recoger lo que queda en el campo para alimentarse (versículo 6), mientras que sus vestidos son tomados en prenda por un préstamo (versículos 7, 10a; retomando el detalle del discurso de Elifaz en Job 22:6b), dejándolos desnudos, hambrientos y sedientos, pero obligados a trabajar, cargando gavillas y haciendo aceite de oliva y vino (versículos 10-11). En resumen, el pueblo (véase Job 11:3) «gime bajo su opresión» (véase también Éxodo 6) y «el espíritu de los heridos clama por ayuda» (versículo 12).[19]

A continuación se enumeran las malas acciones más graves cometidas en el mundo contra los malvados (versículos 13-17): el asesinato (versículo 14), el adulterio (versículo 15) y el robo (versículo 16), en el mismo orden en que aparecen en los Diez Mandamientos. La imagen clave aquí es la de la oscuridad (versículos 15, 16, 17) y la luz (versículos 13, 14, 16), con la implicación clave de que aquellos que eligen los caminos de la oscuridad no son atrapados ni llamados a rendir cuentas, mientras que la luz de Dios debería exponerlos.

### Versículo 12
[Job dijo:] «Los hombres gimen fuera de la ciudad,
y el alma de los heridos clama;
«pero Dios no les acusa de nada».
- «Hombres»: El texto masorético dice literalmente: «Desde la ciudad de los hombres gimen».[22] La mayoría de los comentaristas[¿cuál?] cambian una vocal en מְתִים m'tim («hombres») para obtener מֵתִים metim («los moribundos»). Algunas versiones inglesas dicen: «los moribundos gimen» (como, «Desde la ciudad gimen los moribundos» en la ESV).[22][23]
- «Con mal»: traducido del sustantivo en hebreo תִּפְלָה «tiflah» («locura» o «insipidez»), mientras que el verbo יָשִׂים yashim, que normalmente significa «colocar» o «poner», se traduciría como «imputar» o «acusar».[24] Algunos comentaristas han modificado el texto, cambiando el sustantivo por תְּפִלָּה tefillah («oración»; el mismo término utilizado para referirse a la oración judía), y luego cambiando el verbo יָשִׂים, «yashim» («acusa»), por יִשְׁמַע, «yishmaʿ» («oye»), de modo que se lee: «Pero Dios no escucha la oración», refiriéndose a los gemidos.[24] El «gemido» aquí es comparable a los gritos de los israelitas en su esclavitud en Egipto (Éxodo 2:23-25).[25]

## Job expone el destino de los impíos (24:18-25)
Job sabe que los malvados serán tragados por el Seol o la muerte (versículo 19b) de forma repentina (versículos 18-19a) y completa, y que serán completamente olvidados, como si nunca hubieran existido (versículos 20). Sin embargo, antes de que eso suceda, Dios parece preservar y prolongar la vida de tales malvados (versículo 22), que tratan injustamente a las mujeres sin hijos y a las viudas (versículo 21), incluso dándoles seguridad y protección durante «mucho tiempo» (versículo 23). Por lo tanto, Job desafía a sus amigos a que demuestren que está equivocado con respecto a los ejemplos que ha dado.

### Versículo 25
[Job dijo:] «Si no es así, ¿quién me demostrará que miento
«y hacer que mis palabras no tengan valor?»
- «Nada»: traducido de la palabra hebrea אַל, «ʾal», que normalmente significa «no», pero aquí se utiliza como sustantivo con el significado de «nada».[28]

Job desafía a sus amigos a refutar su argumento de que hay injusticia observable en el mundo, pero que Dios finalmente equilibrará la balanza de la justicia. Es significativo que ninguno de los tres amigos acepte el desafío de Job.

## Comentarios

### De la Iglesia católica

#### Al versículo 12
En este pasaje, Job expresa que Dios no atiende la oración del oprimido, en contraste con los Salmos, donde se afirma que siempre escucha y libra al afligido. Con ello traslada el problema al plano religioso: si Dios permite que los malvados actúen con violencia y no auxilia al débil, parece aceptar una injusticia y, de algún modo, ser responsable. La respuesta no llega mediante una explicación del sufrimiento, sino en el discurso final de Dios (Job 38–41), donde se invita a contemplar su soberanía y el misterio de su designio más allá de la comprensión humana.

#### A los versículos 14-15
Job resume la maldad en tres pecados centrales del Decálogo —asesinato, adulterio y robo—, que los profetas denuncian con fuerza. Señala que se cometen de noche, como si la oscuridad pudiera ocultarlos a Dios. San Gregorio Magno interpreta que, al obrar así, los malvados intentan borrar de su conciencia la realidad del juicio divino, engañándose al pensar que podrán escapar a él.

El adúltero cubre su rostro para no ser conocido y todo el que vive sintiendo u obrando mal cubre su rostro, porque con la perversidad de su obra o doctrina tiende a no ser conocido por Dios en el juicio postrero.

#### A los versículos 23-24
Job retoma la idea tradicional de que los malvados mueren pronto, pero la integra en su propio razonamiento: Dios, que da la vida, también la quita, teniendo siempre presente la conducta de cada uno. Más que convencer a sus amigos o liberarse de su sufrimiento, Job quiere litigar con Dios, el único que conoce el verdadero valor de las acciones humanas y que, a pesar de todo, aún le conserva la vida.